# Zöllmersdorf

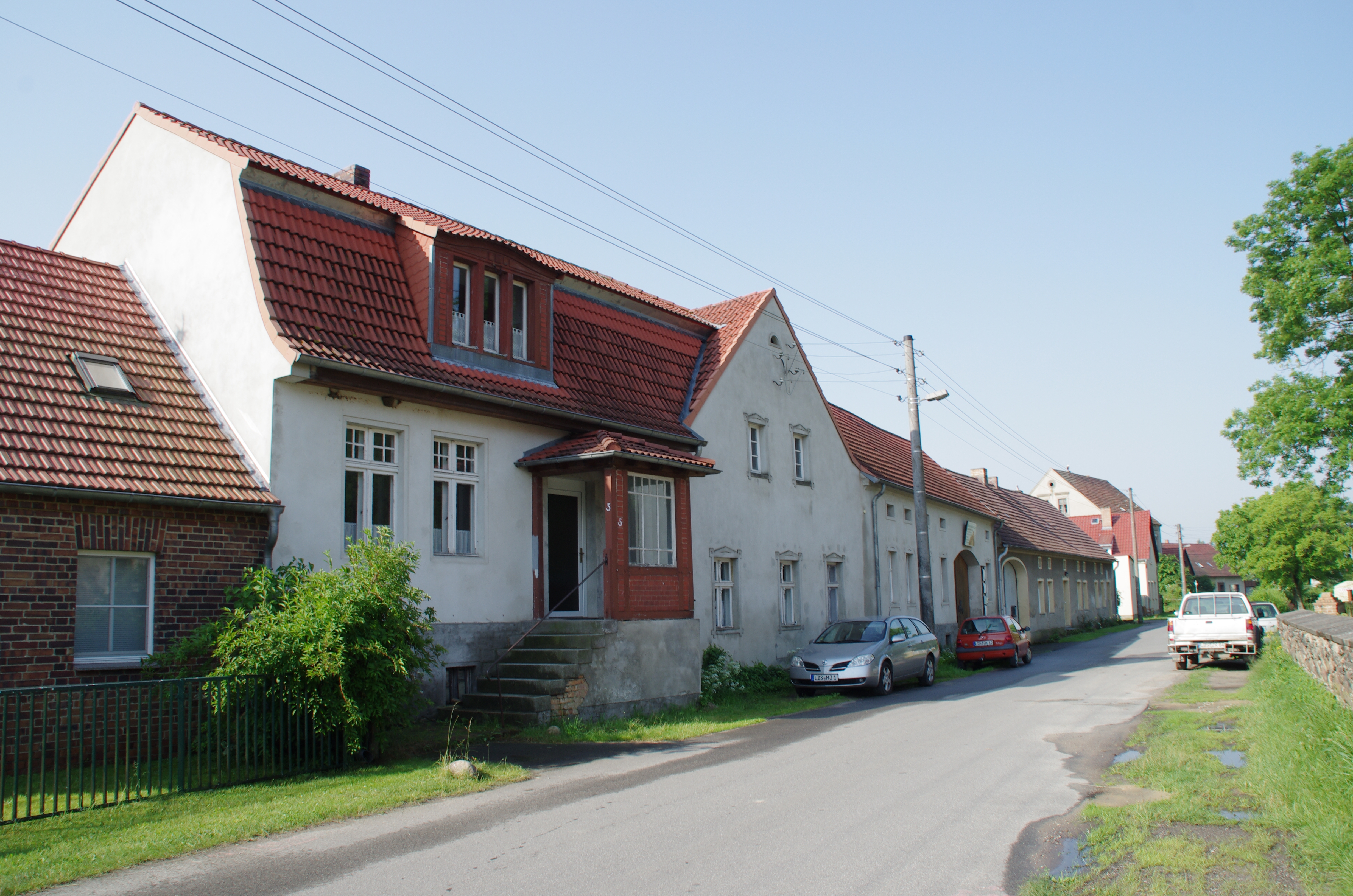
Zöllmersdorfer Dorfstraße

Zöllmersdorf (niedersorbisch Sulimirojce) ist ein Ortsteil der Stadt Luckau im brandenburgischen Landkreis Dahme-Spreewald.

## Lage
Zöllmersdorf liegt in der Niederlausitz. Nachbarorte sind Pelkwitz im Norden, die Stadt Luckau im Osten, Wittmannsdorf im Südosten, Langengrassau im Südwesten, Uckro im Westen sowie Paserin im Nordwesten. Durch den Ort verläuft die Bundesstraße 102.
Zu Zöllmersdorf gehört der bewohnte Gemeindeteil Pelkwitz.

## Geschichte

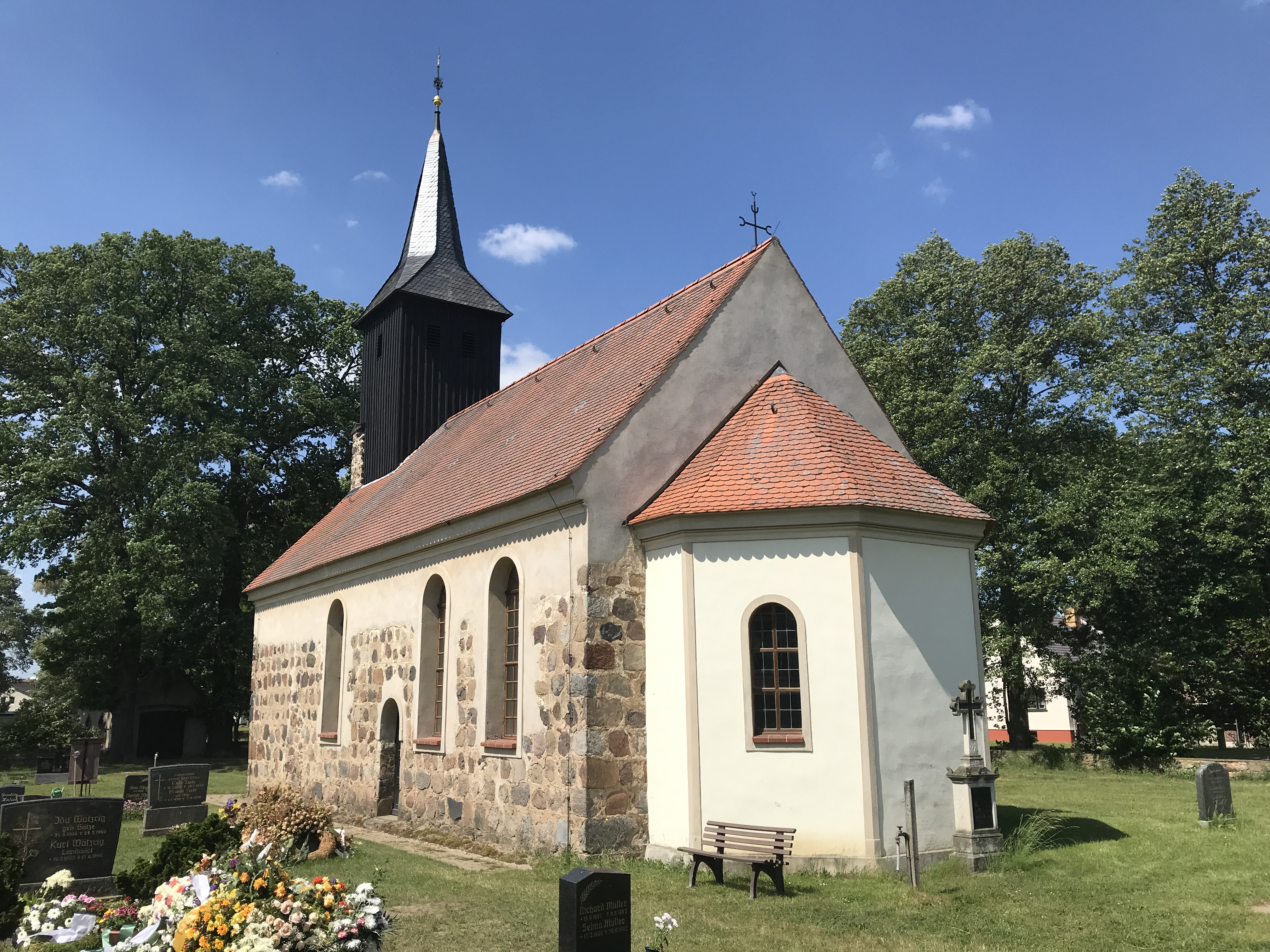
Dorfkirche Zöllmersdorf

Zöllmersdorf wurde am 30. März 1384 zum ersten Mal urkundlich erwähnt. Die damalige Schreibweise des Ortes war Czelmersdorf.
Zöllmersdorf gehörte ab dem 25. Juli 1952 zum neuen Kreis Luckau im Bezirk Cottbus. Am 1. August 1973 wurde der Ort Pelkwitz ein Teil der Gemeinde Zöllmersdorf. Nach der Wende bildete Zöllmersdorf zusammen mit 15 weiteren Gemeinden und der Stadt Luckau ab dem 25. Mai 1992 das Amt Luckau. Nach der Kreisreform in Brandenburg am 6. Dezember 1993 kam Zöllmersdorf zum neu gebildeten Landkreis Dahme-Spreewald. Am 31. Dezember 2001 wurde Zöllmersdorf nach Luckau eingemeindet.

## Bevölkerungsentwicklung
| 1875 | 152 | 1890 | 146 | 1910 | 180 |
| 1925 | 171 | 1933 | 166 | 1939 | 165 |
| 1946 | 257 | 1950 | 222 | 1964 | 166 |
| 1971 | 146 | 1981 | 198 | 1985 | 191 |
| 1989 | 186 | 1995 | 157 | 2000 | 155 |
| 2020 | 137 |      |     |      |     |

### Sehenswürdigkeiten
Die Dorfkirche Zöllmersdorf entstand um 1300 aus Feldstein. 1911 ließ die Kirchengemeinde einen polygonalen Chor sowie einen Dachturm anbauen und die Fenster vergrößern.